# 8-Hydroxygéraniol
Le 8-hydroxygéraniol est un monoterpène de formule C10H18O2. Il s'agit d'un géraniol portant un groupe hydroxy en position 8. Il se trouve naturellement chez plusieurs plantes dont Cistanche tubulosa et Centaurium erythraea.
Le 8-hydroxygéraniol est synthétisé par l'enzyme géraniol 8-hydroxylase (en) à partir du géraniol.
En laboratoire, il peut être obtenu à partir de l'acétate de géranyle.
Par ailleurs, ce composé est le substrat à partir duquel l'enzyme 8-hydroxygéraniol déshydrogénase (en) réalise la synthèse du 8-oxogéranial. C'est aussi un intermédiaire dans la synthèse de la sécologanine, un monoterpène clé pour la formation des alcaloïdes indole-terpéniques.